# Sabina Guzzanti
Sabina Guzzanti (født 25. juli 1963 i Rom) er en italiensk skuespillerinde og satiriker.
Guzzanti er den ældste datter af den kendte politiske kommentator og journalist Paolo Guzzanti og søster til Corrado Guzzanti og Caterina Guzzanti. Hun studerede ved skuespillerakademiet i Rom. I 1988 begyndte hendes fjernsynskarriere da hun deltog i en række humorprogrammer. Guzzanti er blevet kendt for sine imitationer af pornostjerner og af politikere, deriblandt Silvio Berlusconi. Hun medvirkede også i filmen I Cammelli af Giuseppe Bertolucci.
I november 2003 skrev, regisserede og spillede Sabina Guzzanti i den første og eneste udsendelse af Raiot, et politisk satireprogram som blev sendt sendt om aftenen på RAI-3. Efter at have angrebet statsminister Silvio Berlusconi blev Guzzanti sagsøgt af Berlusconi for "løgne og insinuationer", og programmet blev standset. Sabina Guzzanti lavede en film om sagen, Viva Zapatero!, som kom i 2005.
I juli 2008 talte hun ved et protestmøde på Piazza Navona mod den katolske kirkes engagement i italiensk politik, herunder kirkens holdning til abort, prævention, homoseksuelle og andre minoriteter. Hun sagde bl.a. at paven ville ende i Helvede og blive "plaget af særdeles aktive homoseksuelle djævle", hvad der har fået anklageren Giovanni Ferrares til at søge justitsministeriet om tilladelse til at føre sag på vegne af paven. Ifølge bestemmelserne i Laterantraktaten fra 1929 straffes forulempelse af paven på linje med forulempelse af Italiens leder.